# Preah Net Preah
Preah Net Preah este un oraș din districtul Preah Netr Preah, nord-vestul Cambodgiei.